# さいたまネクスト・シアター
さいたまネクスト・シアターとは演出家、蜷川幸雄が主宰する劇団。18歳以上のメンバーで構成される若手演劇集団である。さいたま市の「彩の国さいたま芸術劇場」が活動拠点。

## 略歴
- 2008年12月、「さいたまネクスト・シアター」の団員募集開始。1225名の応募が集まり、オーディションにより44名が合格。
- 2009年10月、第1回公演『真田風雲録』（福田善之作、10月15日～11月1日、インサイド・シアター）を上演。
- 2010年12月、第2回公演『美しきものの伝説』（宮本研作、12月16日～12月26日、インサイド・シアター）を上演。同作が第18回読売演劇大賞優秀作品賞・最優秀演出家賞を受賞。
- 2011年3月、追加メンバーオーディションを行い、517名の応募者から12名が合格。
- 2012年2月、第3回公演『2012年・蒼白の少年少女たちによる「ハムレット」』（シェイクスピア作、2月20日～3月1日、インサイド・シアター）を上演。第20回読売演劇大賞中間選考会にて、作品賞・演出家賞・スタッフ賞にノミネートされる。9月、追加メンバーオーディションを開催。
- 2013年2月、第4回公演『オイディプス王』（ソフォクレス作、2月14日～2月24日、インサイド・シアター）を上演予定。

2021年8月の最終公演「雨花のけもの」で解散する。

## 概要
蜷川が2008年に上演された『95kgと97kgのあいだ』で多くの若い俳優と出会ったことに触発されたのがきっかけで創設され、「次代を担う若手俳優の育成」を目的に、“公演”を通じた実践的な俳優育成を行っている。
2009年に上演された旗揚げ公演『真田風雲録』では、無名の若手俳優のカンパニーとしては異例の延べ5000人を動員。2010年に上演された第2回公演『美しきものの伝説』では、第18回読売演劇大賞優秀作品賞・最優秀演出家賞を受賞するなど、演劇界で注目を集める若手演劇集団である。
2012年現在のメンバーは23名（男性13名・女性10名）で、最年少19歳、最年長33歳、平均年齢は26歳となっている。
2020年、蜷川没後3年半の時を経て、サテライト企画・第7世代実験室が始動し、東京・新宿ゴールデン街劇場で第1回公演が行われた。

## 上演作品
- 『真田風雲録』（福田善之作、2009年10月15日～11月1日、インサイド・シアター）
- 『美しきものの伝説』（宮本研作、2010年12月16日～26日、インサイド・シアター）
- 『2012年・蒼白の少年少女たちによる「ハムレット」』（シェイクスピア作、2012年2月20日～3月1日、インサイド・シアター）
- 『2013年・蒼白の少年少女たちによる「オイディプス王』（ソフォクレス作、2013年2月14日〜24日上演、インサイド・シアター）
- 『2014年・蒼白の少年少女たちによる「カリギュラ』（アルベール・カミュ作、2014年2月15日～27日上演、インサイド・シアター）
- 『リチャード二世』（ウィリアム・シェイクスピア作、2015年4月5日～19日上演、インサイド・シアター）

## 受賞歴
- 2011年 - 第18回読売演劇大賞 優秀作品賞、最優秀演出家賞